# Distretto di Hassa
Il distretto di Hassa (in turco Hassa ilçesi) è uno dei distretti della provincia di Hatay, in Turchia.